# Friedrich Strindberg
Friedrich Strindberg, auch Friedrich Strindberg-Wedekind, Pseudonym Fredrik Uhlson, (* 21. August 1897; † 30. März 1978 in Italien) war ein schwedisch-deutscher Journalist.

## Leben und Werk
Friedrich Strindberg war der Sohn Frank Wedekinds und Frida Strindbergs, zu dem Zeitpunkt noch Ehefrau August Strindbergs. Er wurde von August Strindberg als Sohn akzeptiert und wuchs bei seiner Großmutter in Saxen auf. Als Erwachsener lebte er zunächst in Wien, wo er 1923 die Dramatikerin Maria Lazar heiratete, die sich aber 1927 wieder von ihm trennte und ihre 1924 geborene Tochter Judith (Lutti) alleine erzog.
Strindberg arbeitete als freier Journalist für den Ullstein-Verlag und für verschiedene Zeitungen. Bei einer Abessinienreise 1934 entstand das 1936 veröffentlichte Buch Abessinien im Sturm. Kleines Tagebuch aus dem ostafrikanischen Krieg.
1943 verlegte Strindberg seinen Wohnsitz nach Schweden. August Strindbergs Erben versuchten dies zu verhindern und wollten ihm die schwedische Staatsbürgerschaft aberkennen lassen. Dies hätte für Friedrich Strindberg möglicherweise tödlich geendet, da sein leiblicher Vater in Deutschland fälschlicherweise als „Judenmischling“ deklariert worden war.
Offenbar war Strindberg einer der ersten Journalisten Nazideutschlands, die von den Deportationen in Konzentrationslager und Gaskammern wussten. Er schrieb darüber einen Dokumentarroman, der im Februar 1945 unter dem Titel Under jorden i Berlin und unter dem Pseudonym Fredrik Uhlson als einziges Werk zu dieser Thematik noch vor Kriegsende bei Bonnier erschien. Die Protagonisten des Werks sind ein angehender Rabbi und seine Freundin, die im letzten Moment erfahren, dass die Gestapo sie abholen will, und untertauchen. Die realen Vorbilder dieser Helden sind Herbert und Lotte Strauß, die über ihre Erlebnisse im Dritten Reich auch in eigenen Memoirenbänden berichten. Strindberg selbst tritt in dem Roman als schwedischer Fotograf auf, der die beiden über die Gräueltaten der Nazis informiert.
1949 ließ sich Friedrich Strindberg in der Bundesrepublik Deutschland nieder. 1957 war er Leiter der Textredaktion von Weltbild, 1961 von Quick. 1972 zog er nach Italien, wo er wenige Jahre später verstarb.
Strindberg wurde zusammen mit seiner zweiten Frau Utje vom Staat Israel posthum als Gerechter unter den Völkern geehrt, da das Ehepaar in der Zeit des Nationalsozialismus Juden in seiner Wohnung versteckte.

## Werke
- Abessinien im Sturm. Berlin, 1936
- Fredrik Uhlson: Under jorden i Berlin. Übersetzung aus dem deutschen Manuskript: Britta Höglund. Bonnier, Stockholm 1945
- Wenn die Birnen reifen. W. Krüger, Frankfurt am Main 1977, ISBN 3-8105-1901-4